# Pisachoides virgaticeps
Pisachoides virgaticeps är en insektsart som beskrevs av Fowler 1900. Pisachoides virgaticeps ingår i släktet Pisachoides och familjen dvärgstritar. Inga underarter finns listade i Catalogue of Life.